# Deux Hommes au bord de la mer
Deux Hommes au bord de la mer ((de) Zwei Männer am Meer) est le titre d'un tableau de Caspar David Friedrich de l'année 1817, période du romantisme.

## Provenance et exposition
Deux Hommes au bord de la mer de Caspar David Friedrich est exposé pour la première fois en 1817 à la Hochschule für Bildende Künste de Dresde. Il y a été acheté par un représentant de la mère supérieure[réf. nécessaire] Mara Richter de Berlin[pas clair]. En 1936, il a été inscrit à l'inventaire de la Nationalgalerie ; il porte le numéro A II 884 (auparavant NG H 5). Jusqu'en 1967, il était accroché au château de Charlottenburg. En 1986, il a été présenté dans l'aile Knobelsdorff du château : il faisait partie de l'exposition Galerie du romantisme. Depuis 2001, il est exposé dans l'aile rénovée de la Alte Nationalgalerie sur l'Île aux Musées de Berlin dans la salle Friedrich.

## Source de la traduction
- (de) Cet article est partiellement ou en totalité issu de l’article de Wikipédia en allemand intitulé « Zwei Männer am Meer » (voir la liste des auteurs).